# Jan Paweł I
Jan Paweł I (łac. Ioannes Paulus PP. I, wł. Giovanni Paolo I; właśc. Albino Luciani, wym. [alˈbiːno luˈtʃaːni]; ur. 17 października 1912 w Forno di Canale, zm. 28 września 1978 w Watykanie) – włoski duchowny rzymskokatolicki, 263. papież i 5. Suweren Państwa Watykańskiego w okresie od 26 sierpnia 1978 do 28 września 1978. Błogosławiony Kościoła katolickiego.
Biskup Vittorio Veneto od 15 grudnia 1958 do 15 grudnia 1969, patriarcha Wenecji od 15 grudnia 1969 do 26 sierpnia 1978.
Był pierwszym papieżem, który miał podwójne imię – Jan Paweł – oraz pierwszym, który odmówił papieskiej koronacji, zastępując ją inauguracją pontyfikatu. Przed konklawe mówił, że jeśli zostanie wybrany, to odmówi, jednak czuł się zobowiązany powiedzieć „tak”. Jego pontyfikat trwał 33 dni, był dziesiątym najkrótszym w historii i najkrótszym od czasów Leona XI. Był ostatnim z zapoczątkowanej przez Klemensa VII i trwającej ponad cztery stulecia nieprzerwanej sukcesji włoskich papieży.
Był poliglotą – oprócz ojczystego języka włoskiego znał też cztery obce: angielski, francuski, niemiecki oraz rosyjski.
23 listopada 2003 został ogłoszony Sługą Bożym, a 8 listopada 2017 papież Franciszek potwierdził heroiczność cnót i ogłosił go Czcigodnym Sługą Bożym. 13 października 2021 papież zatwierdził cud za jego wstawiennictwem. 4 września 2022 r. na Placu św. Piotra został beatyfikowany przez papieża Franciszka.

## Życiorys

### Młodość

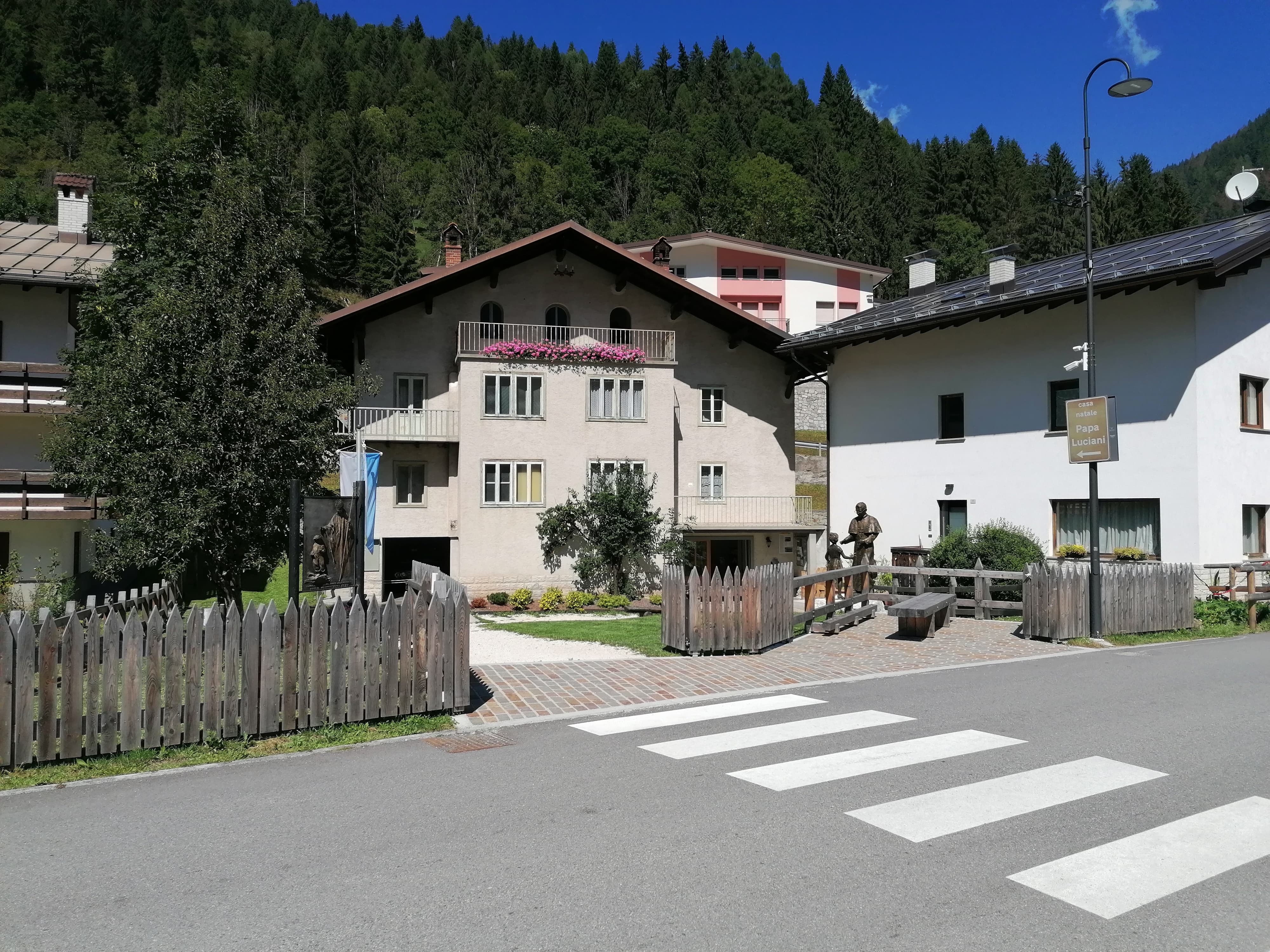
Miejsce narodzin Jana Pawła I

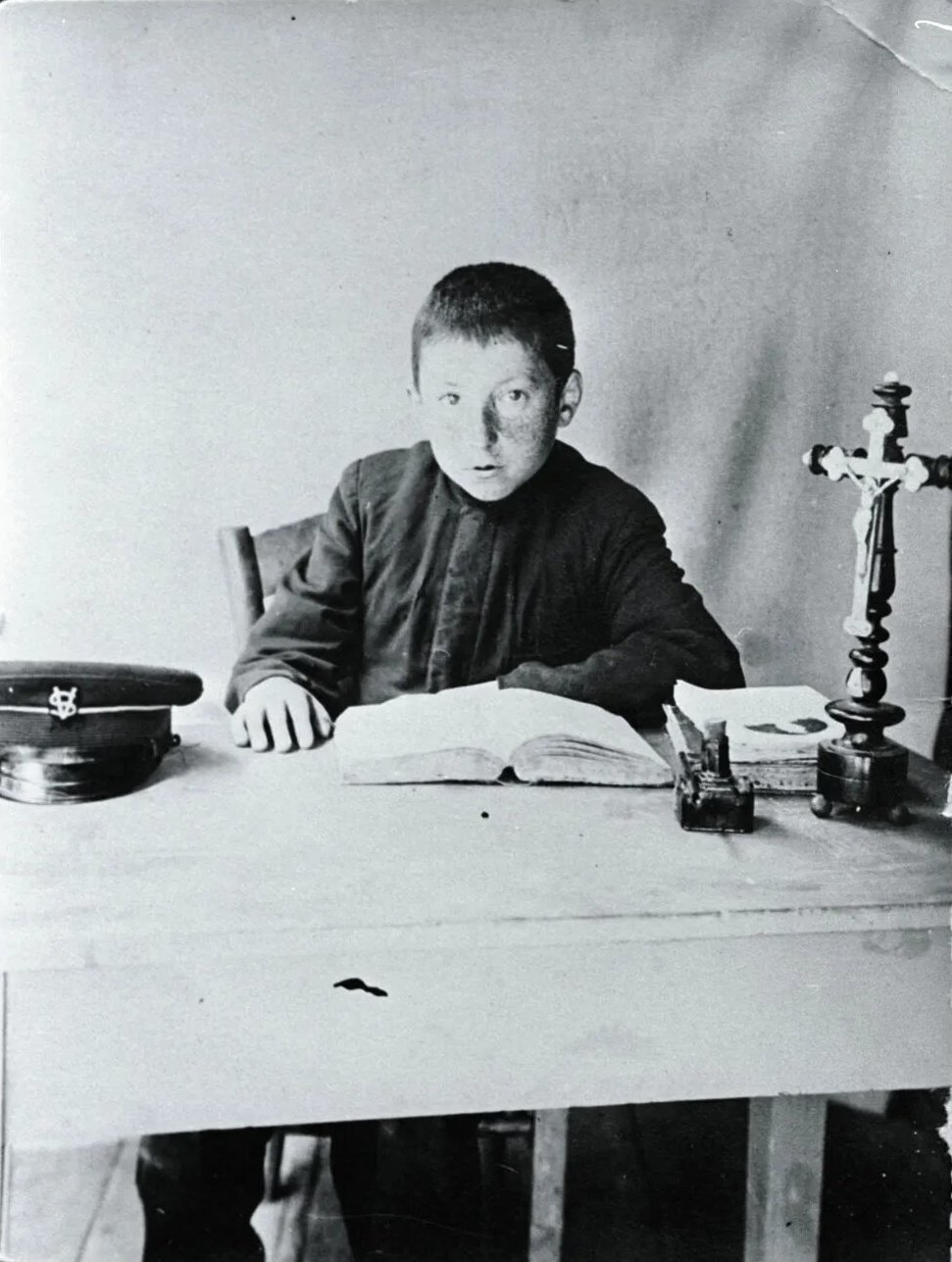
Młody Albino Luciani

Urodził się 17 października 1912 w Forno di Canale (obecnie Canale d’Agordo), górskiej wiosce niedaleko Belluno. Został ochrzczony w dniu narodzin przez położną, ponieważ uważano, że grozi mu niebezpieczeństwo śmierci, a uroczyste obrzędy chrztu zostały sformalizowane w kościele parafialnym św. Jana Chrzciciela dwa dni później.
Pochodził z biednej, otwarcie socjalistycznej rodziny robotniczej. Warunki życia były trudne, gdyż okolica była mocno obciążona skutkami I wojny światowej. Był synem murarza, antyklerykała i marksisty Giovanniego Lucianiego oraz głęboko wierzącej Bortoli Tancon. Giovanni często wyjeżdżał do pracy w Niemczech i Szwajcarii. Jego żona z pierwszego małżeństwa urodziła dwie głuchonieme córki, lecz zmarła przedwcześnie. Pracując w Wenecji spotkał Bartolomeę, zwaną Bortolą. Zgodziła się go poślubić pod warunkiem, że dzieci będą wychowywane w wierze katolickiej. Z drugiego małżeństwa urodzili się: Albino, Federico, Edoardo oraz Antonia, która zmarła w czerwcu 2009 roku, jako ostatnie dziecko z rodzeństwa.
Na wiejskim placu stał kościół parafialny pod wezwaniem Jana Chrzciciela, który Albino często odwiedzał wraz z matką. W wieku siedmiu lat przystąpił do bierzmowania. Gdy miał 10 lat, do jego wioski przybył zakonnik kapucyn, aby głosić kazania wielkopostne. Od tego momentu zdecydował, że chce zostać księdzem i udał się do ojca z prośbą o pozwolenie. Ten się zgodził i powiedział: „Mam nadzieję, że kiedy zostaniesz księdzem, będziesz po stronie pracowników, bo sam Chrystus byłby po ich stronie”.
Luciani wstąpił do Niższego Seminarium Duchownego w Feltre w 1923 roku, gdzie nauczyciele uznali go za „zbyt żywego”; nie był zbyt pilnym uczniem, jak sam przyznał, będąc już patriarchą Wenecji. Tam zgłębiał m.in. życiorys Franciszka Salezego. Od października 1928 roku uczył się w Wyższym Seminarium Duchownym w Belluno. Podczas swojego pobytu w Belluno próbował wstąpić do jezuitów, ale odmówił mu rektor seminarium, biskup Giosuè Cattarossi .

### Kapłaństwo

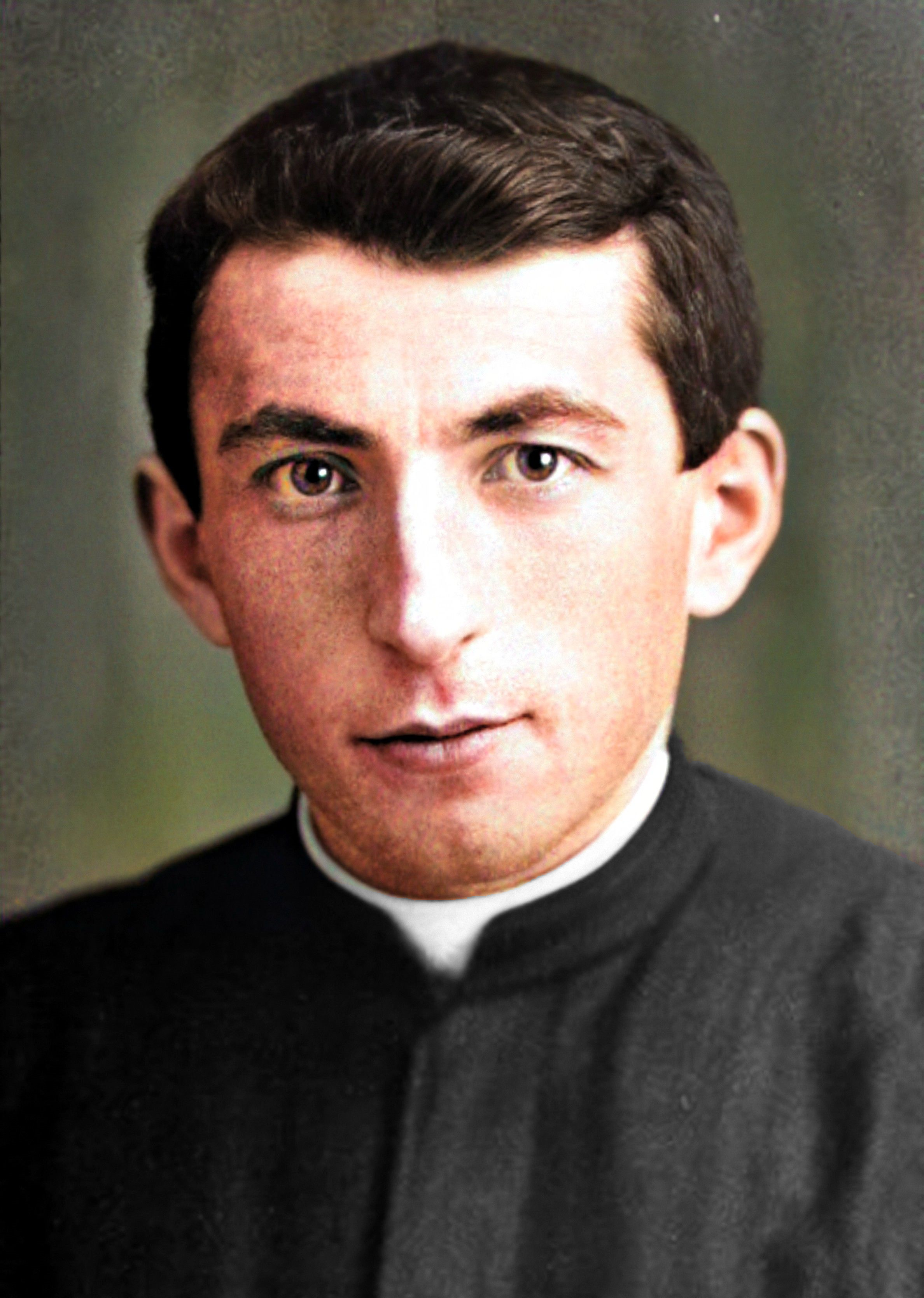
Albino Luciani jako prezbiter (1932)

Wyświęcony na księdza 7 lipca 1935. Luciani służył następnie jako wikary w swoim rodzinnym Forno di Canale, zanim został profesorem i wicerektorem seminarium w Belluno w 1937 roku. Uczył między innymi teologii dogmatycznej i moralnej, prawa kanonicznego i sztuki sakralnej. W 1941 roku Luciani rozpoczął pracę nad doktoratem z teologii pt. L’origine dell’anima uimana secondo Antonio Rosmini (wł. Pochodzenie duszy ludzkiej według Antonia Rosminiego) na Papieskim Uniwersytecie Gregoriańskim, którą obronił 27 lutego 1947.
Jego dużym osiągnięciem było zorganizowanie w 1949 roku Kongresu Eucharystycznego w Belluno. W tym samym roku opublikował swoją pierwszą książkę Okruchy katechizmu (Catechetica in briciole). W 1947 roku został mianowany kanclerzem biskupim, a w 1954 roku biskup Belluno Girolamo Bartolomeo Bortignon powołał go na wikariusza generalnego swojej diecezji.

### Biskup

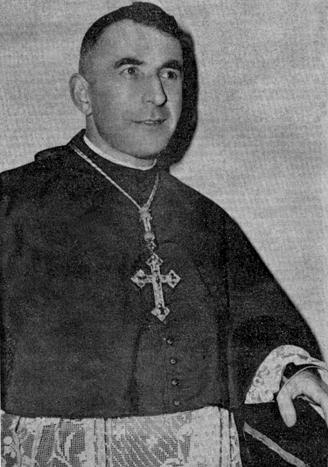
Albino Luciani jako biskup (1958)

15 grudnia 1958 roku Luciani został mianowany przez Jana XXIII biskupem diecezji Vittorio Veneto. Sakrę biskupią otrzymał 27 grudnia z rąk papieża, a współkonsekratorami byli Girolamo Bartolomeo Bortignon i Gioacchino Muccin. Luciani objął diecezję 11 stycznia 1959 roku, przyjmując Humilitas (Pokorę) jako motto biskupie. W swoim pierwszym kazaniu 11 stycznia 1959 powiedział: „Chciałbym być biskupem, który jest nauczycielem i sługą”. Mieszkał skromnie na zamku San Martino w Cenedzie, siedzibie diecezji. Odwiedzał chorych i cierpiących w zwykłej sutannie kapłańskiej.
Jako biskup brał udział we wszystkich sesjach Soboru watykańskiego II, lecz nie odegrał tam istotnej roli. Podczas soboru zaprzyjaźnił się ze Stefanem Wyszyńskim. Opowiedział się za nauczaniem papieskim zawartym wówczas w kwestionowanej encyklice Humanae vitae. 18 kwietnia 1962 roku wystosował list pasterski zatytułowany „Notatki o soborze”, aby zwrócić uwagę wiernych na strukturę obrad i ogólny cel Soboru, a przede wszystkim na kwestie doktrynalne i praktyczne.
Między 1965 a 1969 stanął w obliczu schizmy w Montanerze. Prawie wszyscy mieszkańcy postanowili porzucić  katolicyzm i przyjąć prawosławie, ponieważ w 1966 r. nie zgodzili się z decyzją Lucianiego o mianowaniu Johna Gavy nowym proboszczem. Chcieli sami wybrać proboszcza, a później jako kompromis proponowali wybór wikariusza przy proboszczu mianowanym przez biskupa. Biskup Luciani powiedział wtedy, że mała wioska potrzebuje tylko jednego księdza i że tylko on sam odpowiada za wybór kapłanów. Kolejne jego propozycje spotykały się z odmową. W końcu zakazał odprawiania mszy lub udzielania sakramentów w Montanerze do czasu przyjęcia nowego proboszcza przez parafian i nakazał zabranie konsekrowanych hostii z kościoła.

### Patriarcha Wenecji

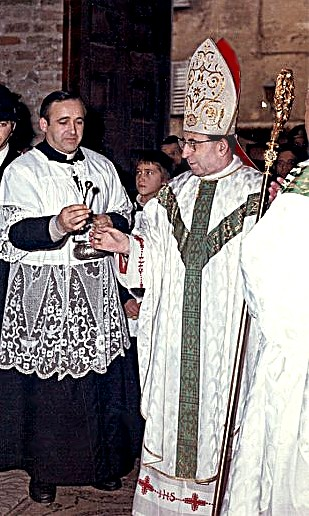
Albino Luciani (1968)

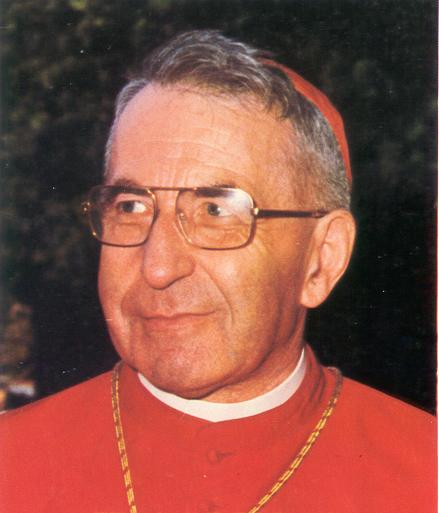
Albino Luciani jako patriarcha Wenecji

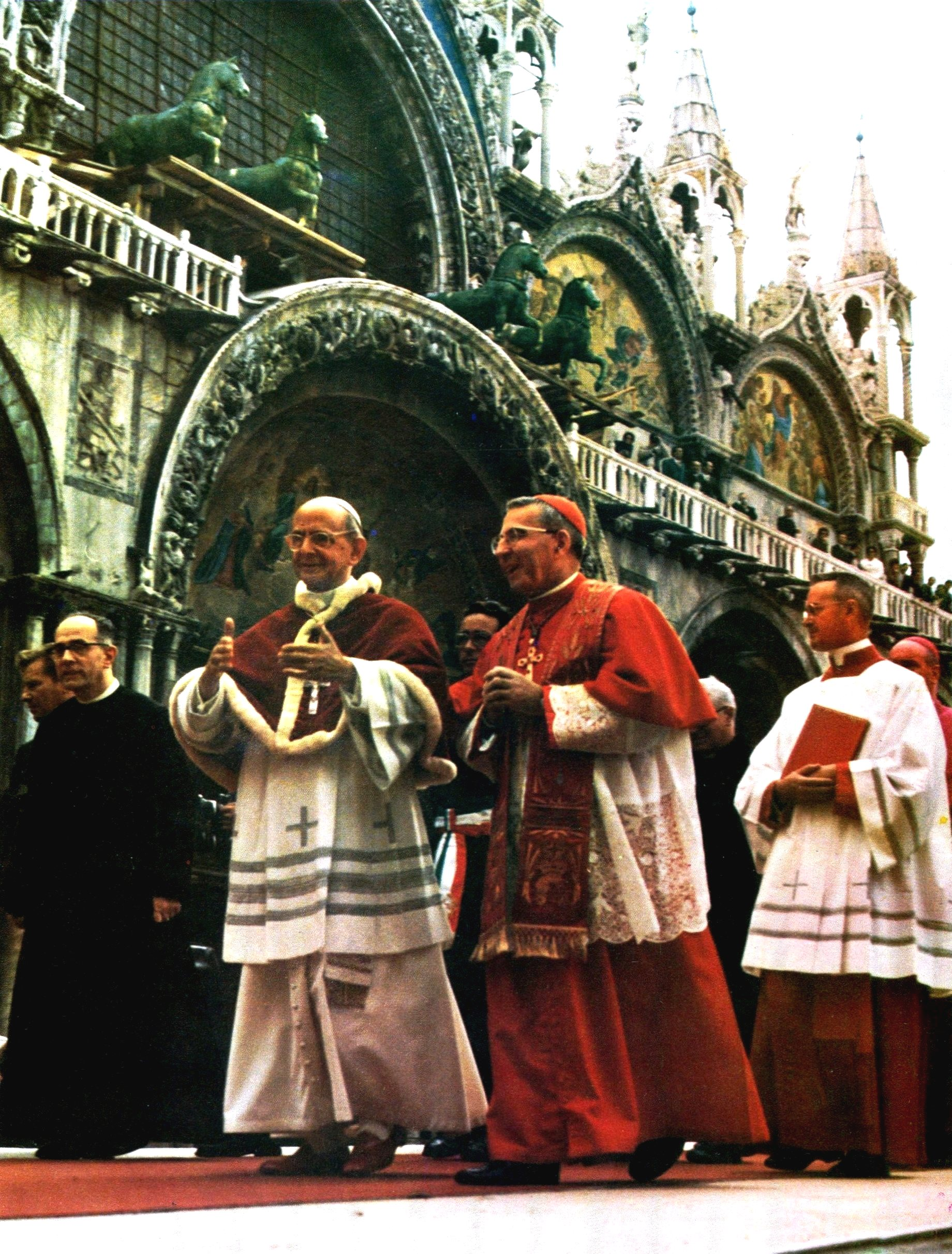
Albino Luciani z papieżem Pawłem VI (1972)

15 grudnia 1969 Paweł VI mianował go patriarchą Wenecji. Ingres odbył się 3 lutego 1970 roku. Na Synodzie Biskupów w 1971 Luciani zasugerował, aby diecezje w krajach uprzemysłowionych wysyłały 1% swoich dochodów do krajów Trzeciego Świata oraz optował za uświadamianiem ludziom problemu ubóstwa. W 1972 został wiceprzewodniczącym Konferencji Episkopatu Włoch i pełnił tę funkcję do 1976 roku.
Podczas dziewięcioletniego pobytu w diecezji zwołał pięć konferencji ekumenicznych. Luciani starł się z księżmi, którzy popierali liberalizację rozwodów we Włoszech, ostatecznie zawieszając niektórych z nich. W 1975 roku zasugerował, że będzie kara dyscyplinarna dla księży, którzy opowiadali się za Partią Komunistyczną lub innymi ugrupowaniami lewicowymi.
Patriarchat Wenecji z jednej strony posiadał wielowiekowe tradycje, z drugiej był biedny, przeludniony i zanieczyszczony. Tym co uderzyło Lucianiego, był brak zainteresowania religijnego i na tym postanowił się skupić jako patriarcha. Założył kliniki poradnictwa rodzinnego, aby pomagać biednym w rozwiązywaniu problemów małżeńskich, finansowych i seksualnych. Był postrzegany jako obrońca ubogich i nawet raz nakazał sprzedaż złota w kościołach, aby zapewnić pieniądze na pomoc niepełnosprawnym dzieciom.

### Kardynał

Herb Jana Pawła I jako kardynała

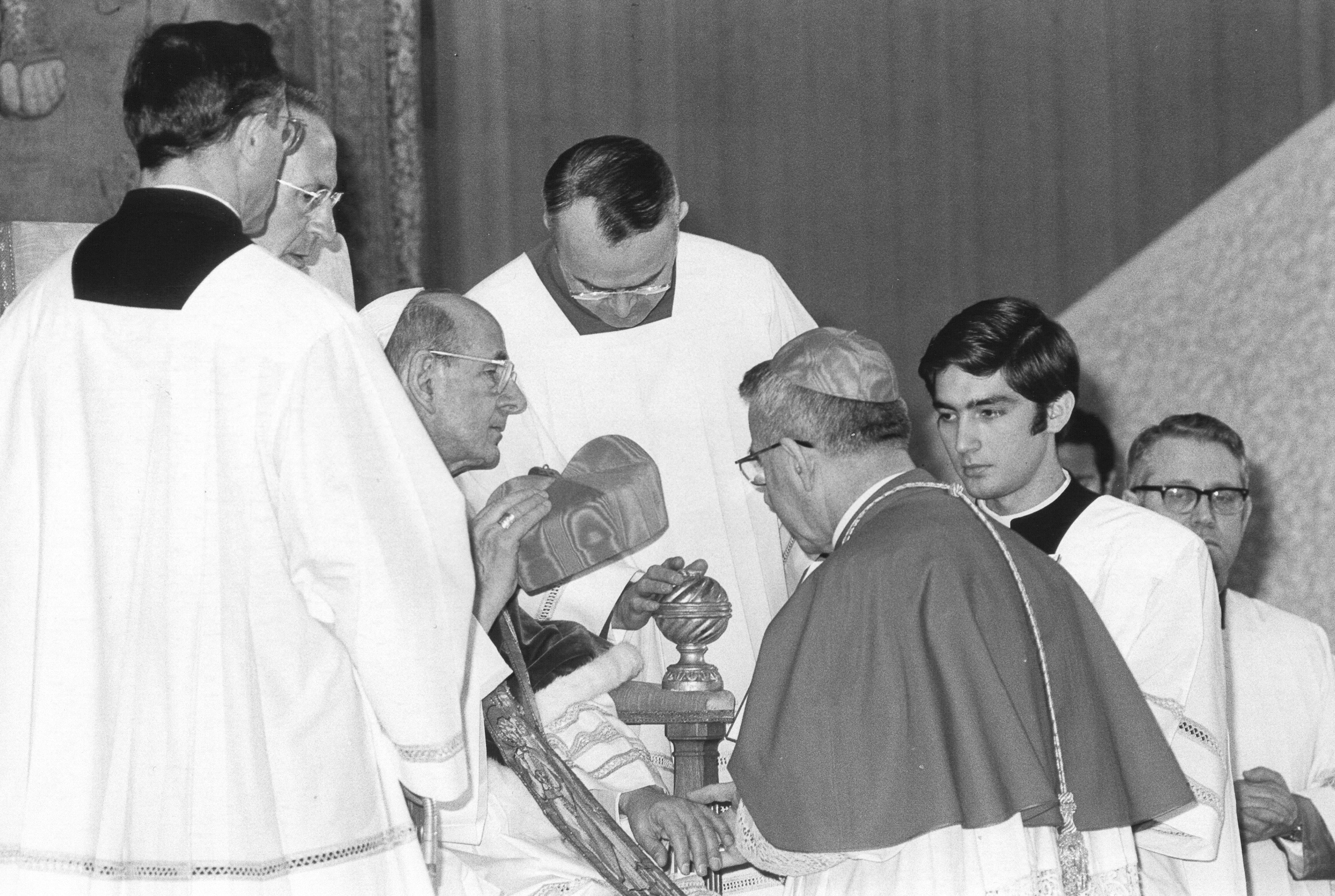
Paweł VI kreuje Lucianiego kardynałem, 5 marca 1973

5 marca 1973 podczas konsystorza został wyniesiony do godności kardynalskiej z kościołem tytularnym San Marco. Gdy w 1973 roku Włochy dotknął kryzys paliwowy, a Luciani miał zaplanowaną wizytę w Maestre, nie wymusił dodatkowego przydziału, lecz pojechał tam pociągiem, a ze stacji do parafii, w której miał odprawić mszę, pojechał rowerem.
W maju 1975 roku Luciani pojechał do Niemiec. Później tego samego roku (6–21 listopada) odwiedził Brazylię, gdzie spotkał się z kardynałem Aloísio Lorscheiderem oraz otrzymał doktorat honoris causa na Federalnym Uniwersytecie w Rio Grande do Sul. Kilka miesięcy później Luciani również odwiedził Fatimę. Tam spotkał się z siostrą Łucją dos Santos, która w 1917 roku twierdziła, że widziała objawienia Maryi. Kiedy kard. Luciani ją spotkał, nazwała go „Ojcem Świętym”, co go zszokowało.

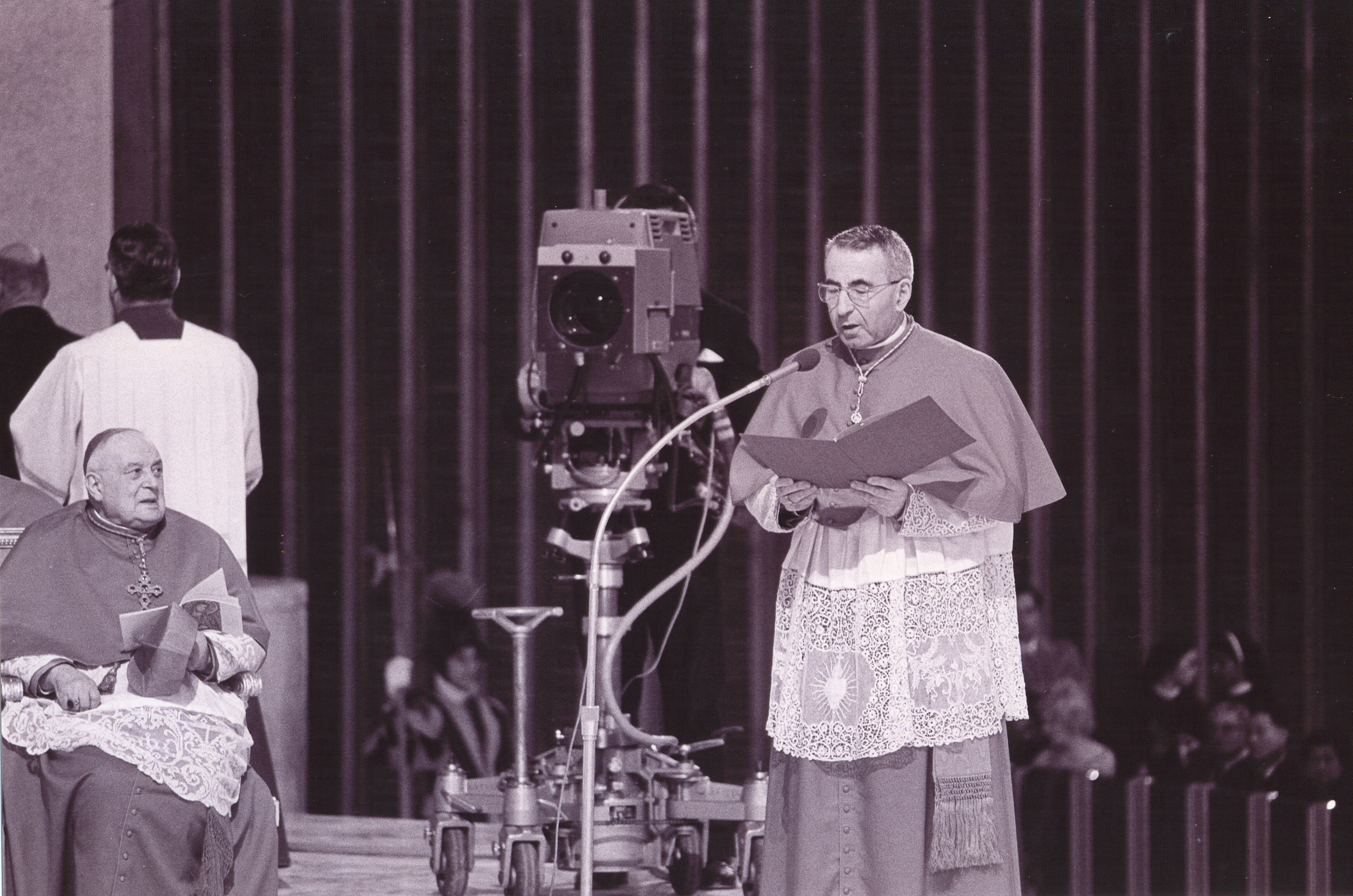
Albino Luciani podczas konsystorza, 5 marca 1973

Opublikował szereg artykułów w formie listów do sławnych postaci historii i literatury, np. do Pinokia, w których poruszał aktualne problemy współczesności, zwanych Illustrissimi w czasopiśmie Messagero di Sant’Antonio. Po ukazaniu się książki Illustrissimi (Listy do sławnych postaci) w 1978, Luciani miał stwierdzić, że gdyby nie został księdzem, pewnie byłby dziennikarzem. W 1976 roku Luciani sprzedał złoty krzyż biskupi (pektorał) wraz ze złotym łańcuchem, który dostał od papieża Jana XXIII (wcześniej należał do papieża Piusa XII), aby zebrać pieniądze dla niepełnosprawnych dzieci.

### Wybór na papieża

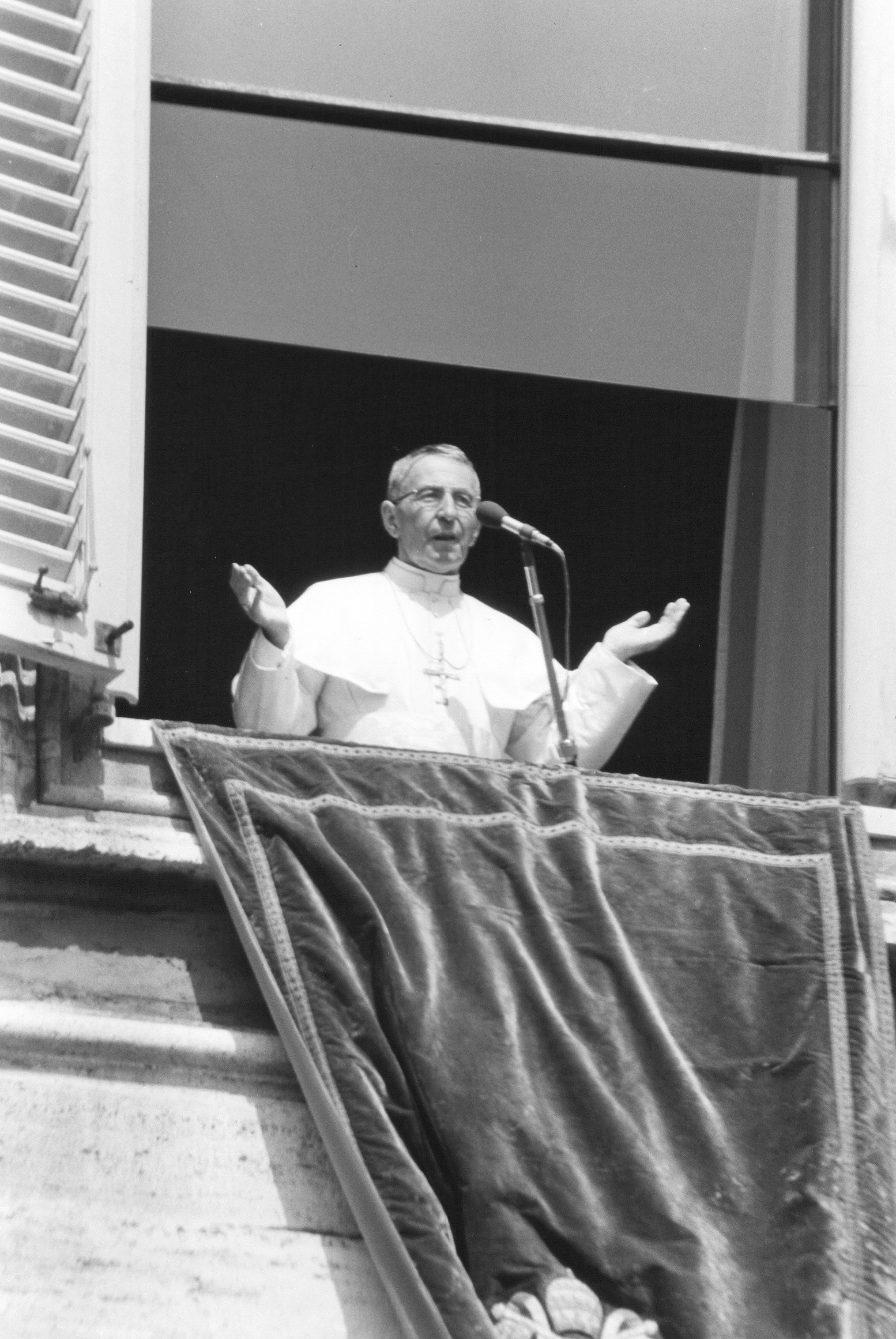
Jan Paweł I w oknie papieskim

26 sierpnia 1978, w drugim dniu konklawe, obradujący kardynałowie wybrali go na papieża. Jego kandydatura była wynikiem niechęci Kolegium Kardynałów wobec kandydatów związanych z „kurialnym establishmentem”, ponieważ nie był on związany w żaden sposób z Kurią Rzymską, a swoją działalność duszpasterską prowadził poza Rzymem. Luciani powiedział Diego Lorenziemu i Prospero Grechowi, że odmówi papiestwa, jeśli zostanie wybrany i że zamierza głosować na kardynała Aloísio Lorscheidera, którego spotkał w Brazylii. Kardynał Jaime Sin z Filipin powiedział mu: „Będziesz nowym papieżem” . Kiedy został zapytany przez kardynała Jean-Marie Villota, czy akceptuje swój wybór, Luciani odpowiedział: „Niech Bóg wybaczy Ci to, co zrobiłeś”, ale zaakceptował wybór. Po jego wyborze, kiedy kardynał Sin złożył mu hołd, nowy papież powiedział: „Byłeś prorokiem, ale moje panowanie będzie krótkie” .
W prywatnym liście zwierzył się:

Nie wiem, jak to się stało, że przyjąłem wybór. Dzień później już tego żałowałem, ale było za późno.

#### Kwestia wyboru imienia
W następstwie wyborów papież zwierzył się swojemu bratu Edoardo, że jego pierwszą myślą było nazwanie siebie „Piusem XIII” na cześć papieża Piusa XI, ale zrezygnował z tego pomysłu. Przyjął wtedy jako pierwszy w historii papieży podwójne imię Jana Pawła, na cześć swoich dwóch poprzedników – Jana XXIII i Pawła VI, wskazując chęć podjęcia prowadzonych przez nich działań. Wybór wytłumaczył tymi słowami:

Pomyślałem sobie: papież Jan osobiście udzielił mi sakry biskupiej w tej bazylice św. Piotra. Następnie, choć niegodny, objąłem po nim katedrę św. Marka w Wenecji, w tej Wenecji, która jeszcze teraz pełna jest papieża Jana. Wspominają go gondolierzy i zakonnice, wszyscy. Ale papież Paweł nie tylko kreował mnie kardynałem, ale na kilka miesięcy przedtem, na kładkach, na zalanym placu św. Marka sprawił, że cały zaczerwieniłem się wobec 20 tysięcy ludzi, ponieważ zdjął stułę i nałożył ją na moje ramiona. Jeszcze nigdy tak się nie zaczerwieniłem! Z drugiej strony papież ten przez 5 lat swojego pontyfikatu nie tylko mnie, ale całemu światu pokazał, jak kochać, jak służyć, jak pracować i cierpieć dla Kościoła Chrystusowego. Dlatego powiedziałem sobie: będę nazywać się Jan Paweł.

### Pontyfikat
Swój pontyfikat rozpoczął uroczyście 3 września. Jedną z pierwszych decyzji było postanowienie o przedłużeniu zgromadzenia kardynałów o jeden dzień oraz zaproszenie tych, którzy ze względu na wiek nie mogli wziąć udziału w konklawe. W przemówieniu zapowiedział zmianę niektórych form sprawowania urzędu papieskiego, przypomniał o obowiązku ewangelizacji, a także zapowiedział kontynuowanie realizacji postanowień soborowych. W dniach następujących po konklawe kardynałowie byli ogólnie zachwyceni. Brytyjski prymas Basil Hume oświadczył: „Kiedy to się stało, wydawało się to całkowicie słuszne… Czuliśmy się tak, jakby nasze ręce były kierowane, kiedy pisaliśmy jego imię na papierze” .
Po wyborze Jan Paweł I szybko podjął kilka decyzji, które „humanizowały” urząd papieża. Był pierwszym współczesnym papieżem, który przemawiał w liczbie pojedynczej, używając „ja” zamiast „my”, chociaż oficjalne zapisy jego przemówień były często przepisywane w bardziej formalnym stylu przez pomocników. Był pierwszym papieżem, który odmówił koronacji i nie nosił tiary. Zamiast koronacji zainaugurował swój pontyfikat „papieską inauguracją”, podczas której otrzymał paliusz papieski jako symbol swojej pozycji biskupa Rzymu. Nie życzył sobie, by noszono go w lektyce. Do korzystania z sedia gestatoria namówił go mistrz papieskich ceremonii liturgicznych (uzasadniał, że wtedy go będzie widać i tym go przekonał). Jedyną ferulą, której używał podczas swojego pontyfikatu, była ferula Scorzelliego. Nie zmienił żadnego urzędnika Kurii Rzymskiej oraz nie pozwolił mówić do siebie „Wasza Świątobliwość”.
5 września udzielił audiencji metropolicie leningradzkiemu i nowogrodzkiemu Nikodemowi. Było to pierwsze od 500 lat oficjalne spotkanie wysokiego przedstawiciela Rosyjskiej Cerkwi Prawosławnej ze zwierzchnikiem Kościoła katolickiego. Wizyta skończyła się tragicznie dla Nikodema, który doznał zawału serca i zmarł natychmiast, w obecności papieża.
Jan Paweł I zyskał wielu sympatyków wśród wiernych, wśród których zaskarbił sobie przydomek „Uśmiechniętego Papieża”. Papież Jan Paweł I wygłosił 11 homilii i przemówień, odbył cztery audiencje generalne oraz odprawił pięć nabożeństw na Anioł Pański. Mianował Adama Dyczkowskiego biskupem pomocniczym archidiecezji wrocławskiej oraz Jerzego Strobę arcybiskupem metropolitą poznańskim. Nie zdążył wydać encykliki lub listów apostolskich.

#### Plan sześciopunktowy
Po wyborze na papieża przedstawił sześć punktów, które miały cechować jego pontyfikat:
- odnowienie Kościoła poprzez politykę wdrożoną przez Sobór watykański II,
- zrewidowanie prawa kanonicznego,
- przypomnienie Kościołowi o jego obowiązku głoszenia Ewangelii,
- promowanie jedności Kościoła bez rozrzedzania doktryny,
- promowanie dialogu,
- zachęcanie do pokoju na świecie i sprawiedliwości społecznej[27] .

#### Audiencje generalne

##### 6 września: Wielka cnota pokory
We wstępie do swojej pierwszej audiencji, 6 września 1978, Jan Paweł I odniósł się do znaczenia papiestwa i pochwalił papieża Pawła VI, który zmarł zaledwie miesiąc wcześniej. Idąc śladami swojego poprzednika, dał też jasno do zrozumienia, że chce kontynuować cotygodniowe audiencje jako formę katechezy. W dalszej części swojego przemówienia odniósł się do znaczenia przykazań. Szczególną uwagę zwrócił na interakcję z innymi ludźmi. Aby pogodzić się ze sobą, według niego, ważna jest „pokora”. Jan Paweł I zdawał sobie sprawę, że ludzie są skłonni wysunąć się na pierwszy plan, ale zalecił pozostać skromnym.

##### 13 września: Wiara
Podczas audiencji 13 września 1978 odniósł się do wiary. Opierając się na sposobie, w jaki apostoł Paweł i Augustyn z Hippony ostatecznie nawrócili się, Jan Paweł I starał się wyjaśnić słuchaczom teologiczne znaczenie wiary, pod warunkiem pokory. Wskazał, że kościół miał być postrzegany jako Mater et Magistra (Matka i Nauczycielka) wiary i nie można było go odrzucić. Chociaż czasami znajdowano nadużycia, zadaniem wszystkich wierzących było ulepszanie kościoła w celu poprawy samego siebie.

##### 20 września: Nadzieja
20 września 1978 Jan Paweł I wyjaśnił jedną z siedmiu cnót, nadzieję. Chciał pokazać, na podstawie wypowiedzi św. Augustyna i Franciszka Salezego, że nadzieja jest niezbędna. Zaprzeczył poglądowi m.in. Fryderyka Nietzschego, który nazwał nadzieję jedynie „cnotą słabych”, czyniącą z chrześcijan bezużytecznymi ludźmi. Odrzucił też stanowczo pogląd, że nadzieja staje na drodze rozwoju człowieka. Według niego nadzieja na życie wieczne i lepszą przyszłość musiały iść w parze.

##### 27 września: Miłość
Ostatnia audiencja odbyła się 27 września 1978 i była poświęcona miłości. Według papieża współczesna interpretacja miłości musiała być dostosowana między innymi do idei Pawła VI, wyrażonych w jego encyklice Populorum progressio z 1967 roku, kiedy prawdziwą miłością jest pomoc potrzebującym. Jan Paweł I podkreślił, że człowiek powinien starać się bardziej kochać Boga.

#### Teologia moralna
Luciani miał mieszane uczucia co do tradycyjnego stanowiska w sprawie antykoncepcji. W 1968 roku, jako biskup Vittorio Veneto, złożył raport swojemu poprzednikowi Giovanniemu Urbani, w którym argumentował, że pigułka antykoncepcyjna powinna być dozwolona. Kiedy ukazał się Humanae vitae, Luciani bronił tego dokumentu, jednak zdawał się zaprzeczać tej obronie w liście, który skierował do swojej diecezji cztery dni po opublikowaniu encykliki. W maju 1978 został zaproszony do zabrania głosu na konferencji mediolańskiej z okazji 10. rocznicy ogłoszenia encykliki, lecz odmówił zabierania głosu na tym wydarzeniu, a nawet brania w nim udziału.
Raymond i Lauretta mówią, że podczas służby jako patriarcha Wenecji:
„Luciani był nieprzejednany w podtrzymywaniu nauki Kościoła i surowy dla tych, którzy z powodu intelektualnej dumy i nieposłuszeństwa nie zwracali uwagi na zakaz antykoncepcji przez Kościół, chociaż nie wybaczał grzechu, był cierpliwy wobec tych, którzy szczerze próbowali i nie potrafili sprostać nauczaniu Kościoła” .
W swoim liście do Carlo Goldoniego z książki Illustrissimi przyjął krytyczną postawę wobec aborcji i argumentował, że narusza ona prawo Boże i jest sprzeczna z najgłębszymi aspiracjami kobiet, głęboko je niepokojąc .

#### Dialog międzywyznaniowy

##### Islam
Jan Paweł I był przychylnie nastawiony do muzułmanów i jako patriarcha Wenecji powiedział katolikom, że wierni muzułmanie mają „prawo zbudować meczet”, aby praktykować swoją wiarę w archidiecezji. W listopadzie 1964 wyjaśnił deklarację Dignitatis humanae: „W Rzymie jest 4000 muzułmanów: mają prawo zbudować meczet. Nie ma co mówić: musicie im na to pozwolić”.

#### Miłosierdzie
Podczas swojego krótkiego pontyfikatu Jan Paweł I trzykrotnie mówił o koncepcji miłosierdzia Bożego. W przemówieniu na audiencji generalnej z 13 września 1978 powiedział, że głównym celem miłosierdzia jest „poddanie się Bogu” przez wiarę w Niego, która polega na „przemianie życia” w walce z grzechem i dążeniu do świętości. Doszedł do wniosku, że „także Kościół musi być dobry, dobry dla wszystkich” w swoim docieraniu do wiernych.
24 września 1978 w swoim przemówieniu na Anioł Pański mówił o znaczeniu czynienia dobrych uczynków poprzez działalność charytatywną, aby uczynić świat bardziej sprawiedliwym i polepszyć ogólne warunki społeczne. Wyjaśnił, że ważne jest, aby „starać się być dobrym i zarażać innych dobrocią przepojoną łagodnością i miłością, których uczy Chrystus”, starając się jednocześnie służyć innym. Papież wskazuje dalej przykład Chrystusa na krzyżu przebaczającego prześladowcom, nazywając to uczuciem, które „bardzo pomogłoby społeczeństwu”, gdyby było stosowane.
O miłosierdziu mówił także na Audiencji Generalnej 27 września 1978, w którym określił Boga jako „nieskończone dobro”. Twierdził, że przebaczenie jest bardzo ważne dla jedności i pokoju między ludźmi. Ponadto odniósł się do uczynków miłosierdzia, które, jak powiedział, działały jako przewodnik dla chrześcijan, podkreślając jednak, że „lista nie jest kompletna i konieczna byłaby jej aktualizacja”.

#### Opus Dei
Przed wyborem, 25 lipca 1978, napisał artykuł dla Il Gazzettino, w którym analizował niektóre aspekty nauczania Opus Dei Josemaríi Escrivy de Balaguera. Stwierdził, że jest bardziej radykalną postacią, która naucza o powszechnym powołaniu do świętości. Podczas gdy inni podkreślali duchowość monastyczną stosowaną wobec świeckich, dla Josemaríi „to właśnie praca materialna musi zostać przekształcona w modlitwę i świętość”, zapewniając w ten sposób duchowość świecką.

#### Beatyfikacje i kanonizacje
Podczas jego krótkiej kadencji na papieskim tronie nikogo nie kanonizowano, ani nie beatyfikowano. Sługami Bożymi zostali: José Gras y Granollers, Juan Vicente Zengotitabenoga Lausen i Giuseppe Beschin.

### Śmierć

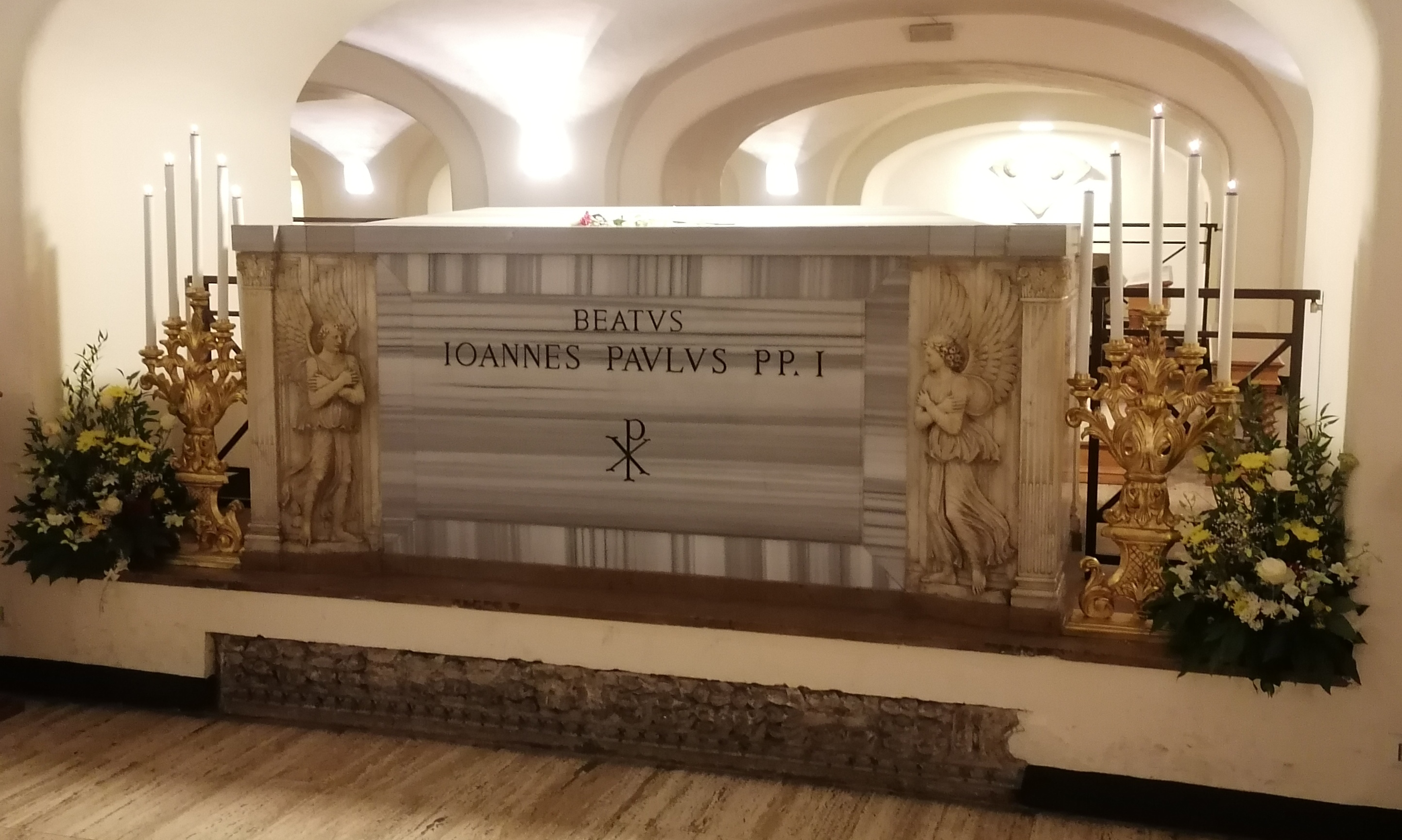
Grób bł. Jana Pawła I w Grotach Watykańskich

29 września 1978 o godzinie 5 został znaleziony martwy w swoim łóżku z materiałami do czytania i nadal zapaloną lampką nocną. Lekarz stwierdził zgon z powodu silnego zawału serca, który nastąpił poprzedniego dnia ok. godziny 23. Nie przeprowadzono jednak sekcji zwłok, co było powodem oskarżeń o otrucie papieża. Część włoskich mediów oskarżyła irlandzkiego duchownego Johna Magee – osobistego sekretarza papieża – o zamordowanie go za pomocą trucizny dolanej do kawy. Biskup Magee w jednym z wywiadów powiedział:

Jestem ostatnią osobą, która widziała żywego papieża Albina Lucianiego, czyli Jana Pawła I. Po kolacji, którą skończyliśmy o 20:45, odprowadziłem go do kaplicy, a później do sypialni. Zdążyłem zapytać o samopoczucie. Ojciec Święty uderzył się pięścią w klatkę piersiową: „Czuję się fenomenalnie! Lekarstwa siostry Vincenzy potrafią zdziałać cuda”. Siostra Vincenza Taffarel była pielęgniarką. Miała tabletki na serce, które aplikowała papieżowi; wkładał je pod język. Działały. 28 września 1978 roku, dzień przed śmiercią, Jan Paweł I poczuł się źle. Dostał kolejną dawkę – jak sam mówił – „magicznych pastylek”. Zerknąłem na zegarek: było dwadzieścia pięć po piątej. Piątek, 29 września. Za pięć minut miałem być przed drzwiami kaplicy. Kiedy wyszedłem z sypialni, zobaczyłem kilka sióstr zakonnych, które były blade jak ściana. Wśród nich siostra Vincenza: „Ojciec Święty nie żyje!”. Jan Paweł I zaczynał dzień od kawy. Każdego ranka o 5:10 czekała na niego przed sypialnią filiżanka espresso. Przynosiła ją siostra Vincenza. Papież pił duszkiem i zostawiał puste naczynie na balustradzie. Tym razem filiżanka stała nietknięta, dlatego sensacje o dosypanej truciźnie nie mają sensu.

W związku z jego śmiercią kilka państw ogłosiło żałobę narodową m.in. Boliwia (6 dni), Hiszpania (3 dni), Zair (3 dni), Liban (3 dni), Dominikana (2 dni). Pogrzeb Jana Pawła I odbył się na placu Świętego Piotra 4 października 1978. Następnie został pochowany w Grotach Watykańskich, w kamiennym sarkofagu, na którego frontowej ścianie umieszczono napis: IOANNES PAULUS PP. I, pod którym widnieje monogram Chrystusa, a po obu stronach przedstawiono modlących się aniołów. Po uroczystościach związanych z beatyfikacją Jana Pawła I, trumna ze szczątkami papieża nie została przeniesiona a pozostała w tym samym miejscu.

### Teorie spiskowe na temat śmierci
Po jego śmierci pojawiły się różne teorie spiskowe, sugerujące otrucie przez zarządzającą finansami Watykanu hierarchię związaną z Bankiem Watykańskim, która, według niektórych poszlak, miała związki z włoską mafią i obawiała się dochodzenia zainicjowanego przez papieża w celu zbadania przeszłej działalności tejże instytucji. Na ten temat ukazywały się także książki. W książce W imieniu Boga? David Yallop zaproponował teorię, w której papież był „w potencjalnym zagrożeniu” z powodu korupcji w Instytucie Dzieł Religijnych (powszechnie znanym jako Bank Watykański), który posiadał wiele udziałów w Banco Ambrosiano. Bank Watykański stracił około ćwierć miliarda dolarów.
Korupcja w banku była faktem. Brał w niej udział prezes banku, Paul Marcinkus, wraz z Roberto Calvim z Banco Ambrosiano. Calvi był członkiem Propagandy Dwa, nielegalnej loży paramasońskiej. Calvi został znaleziony martwy w Londynie, po zniknięciu tuż przed ujawnieniem korupcji. Początkowo orzeczono samobójstwo, ale drugie śledztwo – z inicjatywy jego rodziny – ustaliło nieznaną przyczynę zgonu. Po opublikowaniu książki, Yallop zgodził się oddać każdy grosz ze sprzedaży książki dla Watykanu, pod warunkiem zgody Watykanu na zbadanie jego centralnego twierdzenia, że kiedy ciało papieża zostało odkryte, miał on wykrzywioną rękę, ponieważ pisał listę wysokich rangą członków kurii, którzy mieli być przekazani władzom za branie udziału w licznych skandalach korupcyjnych i praniu brudnych pieniędzy dla mafii pochodzących ze sprzedaży narkotyków; lista ta miała zostać później zniszczona. Jedną z takich osób był Paul Marcinkus, który został później awansowany przez Jana Pawła II na proprezydenta Papieskiej Komisji ds. Państwa Watykańskiego, trzecią najważniejszą osobę w Watykanie po papieżu i sekretarzu stanu.
Mówiono, że około godziny 22:00, w noc swojej śmierci papież dowiedział się, że kilku młodych neofaszystów ostrzelało grupę młodych ludzi czytających komunistyczną gazetę L’Unità przed jednym z biur partii w Rzymie. Jeden chłopiec został zabity, a drugi został poważnie ranny. Papież ubolewał Johnowi Magee, „Nawet młodzi się zabijają”. Później udał się do swojego pokoju, aby przeczytać „O naśladowaniu Chrystusa” Tomasza à Kempis.
Teolog Abbé George de Nantes spędził wiele czasu nad sprawą „morderstwa w Watykanie”, zbierając oświadczenia od ludzi, którzy znali Jana Pawła I przed i po jego wyborze na papieża. Niektórzy z nich mówili na przykład, że niemożliwe jest, by zdrowy człowiek, jakim był Jan Paweł I, mógł umrzeć śmiercią naturalną. W swoich pracach de Nantes skupił się nad sprawą banków, przypuszczalnym odkryciem Jana Pawła I, że wielu księży w Watykanie to masoni czy proponowanymi przez papieża reformami w Kościele. Jeśli odkrycie w sprawie masonerii okazałoby się prawdą, byłaby to sprawa problematyczna dla Watykanu, który orzekł, że jest niemożliwe być jednocześnie katolikiem i masonem.

### Relacje zakonnic
Dziennikarka i wicepostulatorka procesu kanonizacyjnego Jana Pawła I Stefania Falasca opublikowała w 2017 roku nową książkę pod tytułem Papa Luciani. Cronaca di una morte (pol. Papież Luciani. Kronika śmierci). Wymieniła w niej wszystkie wcześniej niepublikowane relacje świadków i tajne dokumenty Stolicy Apostolskiej, w tym karty choroby papieża. Ujawniła, że Jan Paweł I skarżył się na bóle w klatce piersiowej kilka godzin przed śmiercią, ale nie zwracał na to uwagi i kazał nie wzywać lekarza. Falasca po rozmowach z zakonnicami, które go znalazły i dokumentami z archiwów watykańskich, potwierdziła, że Jan Paweł I zmarł na atak serca późnym wieczorem 28 września. Kardynał Pietro Parolin w przedmowie do książki opisuje różne spiski dotyczące śmierci Jana Pawła I i mówi dalej, że nagła śmierć papieża przyczyniła się do „niezliczonych teorii, podejrzeń [i] przypuszczeń” opartych bardziej na opinii niż na faktach.
Falasca odnotowała zeznanie siostry Margherity Marin (ur. 1941) z 2009 roku, jednej z dwóch zakonnic, które rano 29 września znalazły martwego papieża w jego sypialni. Jan Paweł I miał zwyczaj wypić poranną kawę w zakrystii, a następnie udać się do kaplicy, aby pomodlić się przed zajęciem się sprawami dnia. Zakonnica Vincenza powiedziała: „On jeszcze nie wyszedł? Dlaczego nie?” i zapukała jeszcze kilka razy, ale nic nie usłyszała, po czym otworzyła drzwi i weszła. Marin została na korytarzu, ale usłyszała, jak Vincenza mówi: „Wasza Świątobliwość, nie powinieneś mi robić tych żartów”, ponieważ siostra Vincenza też miała problemy z sercem.
Marin zeznała, że ręce Jana Pawła I były zimne, a paznokcie ciemne. Twierdziła, że oryginalne informacje dostarczone przez Watykan dotyczące tego, kto odkrył papieża były błędne, ponieważ pierwotnie twierdzono, że odkrycia dokonali sekretarze papieża Diego Lorenzi i John Magee. Powiedziała, że „leżał w łóżku z lekkim uśmiechem” na twarzy. Jego głowa była lekko odwrócona w prawo i oczy miał częściowo zamknięte. Lampka do czytania nadal świeciła, wciąż był ubrany w piżamę, dwie poduszki podpierały mu plecy, miał wyciągnięte nogi i ręce trzymające kartki oparte na prześcieradle.
Jan Paweł I cierpiał z powodu silnego bólu w klatce piersiowej przez około pięć minut około 19:30 podczas recytowania nieszporów w kaplicy z Magee przed obiadem, ale nalegał, by nie wzywać doktora Renato Buzzonettiego. Ten ostatni, jak twierdzi autorka książki, został poinformowany o tym wydarzeniu po śmierci papieża. Książka ujawniła również, że przed konklawe, na którym wybrano Jana Pawła II, kardynałowie wysłali serię pisemnych pytań do lekarzy, którzy zabalsamowali Jana Pawła I w dniu 10 lub 11 października w celu ustalenia, czy zmarł w sposób naturalny. 9 października 1979 doktor Buzzonetti wysłał szczegółowy raport do kard. Agostino Casaroliego, w którym wyszczególnił, że epizod bólu, jakiego doznał Jan Paweł I, miał miejsce w górnej części mostka.
Pod koniec siostra Margherita odnotowała, że papież w wieczór swojej śmierci odbył półgodzinną rozmowę telefoniczną z kard. Giovannim Colombo.

## Proces beatyfikacyjny

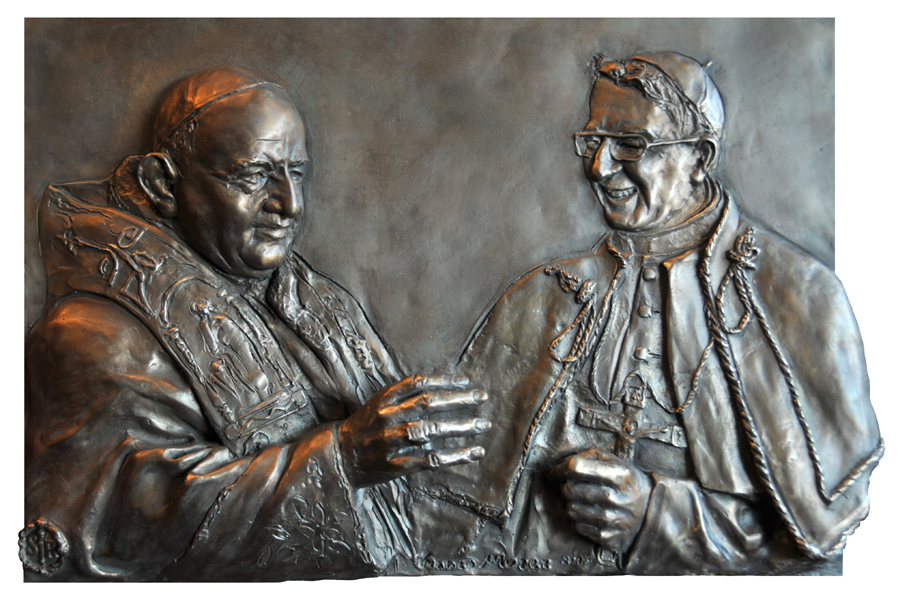
Panel z brązu przedstawiający Jana XXIII i Jana Pawła I, stworzony przez Franco Murera

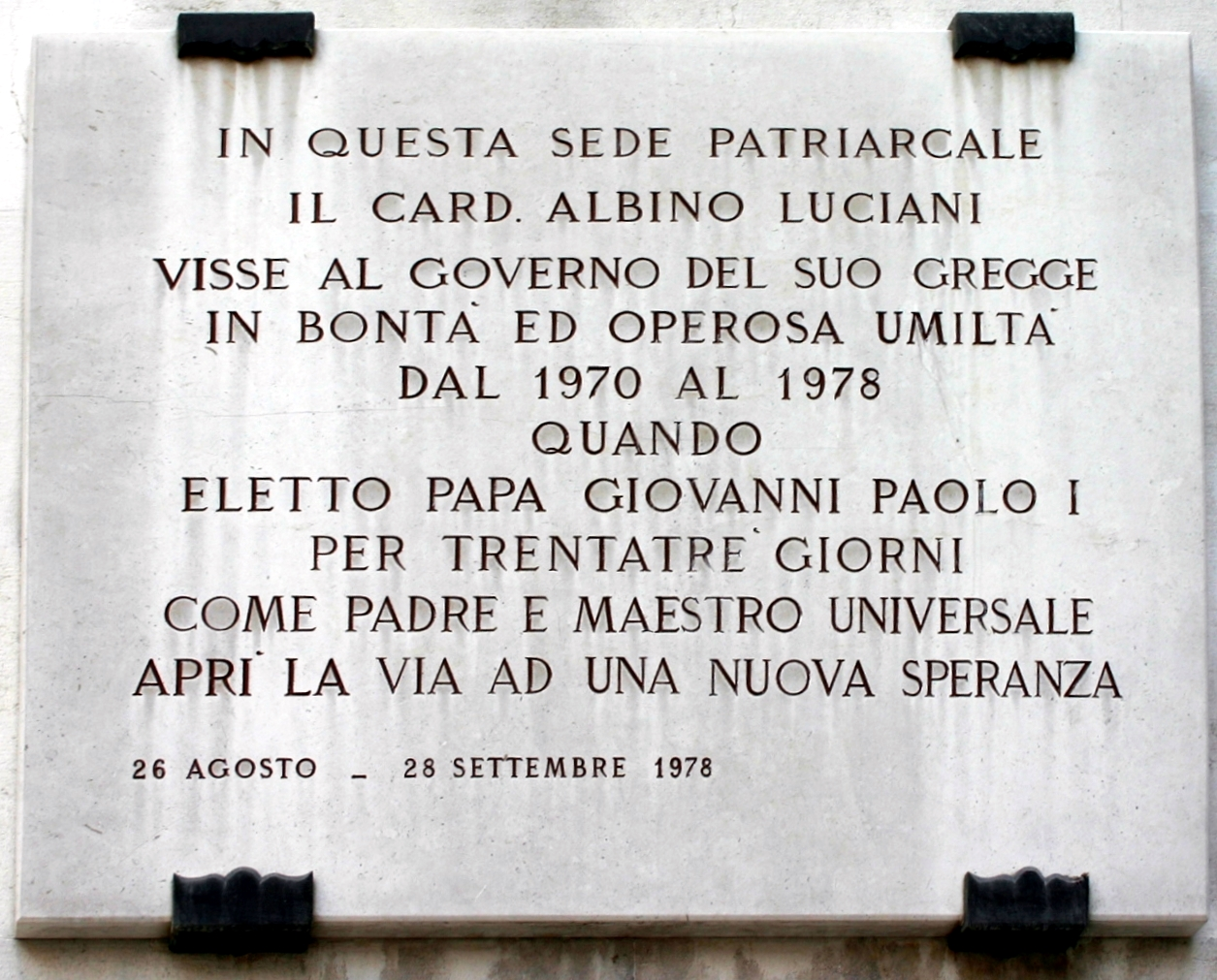
Tablica upamiętniająca Jana Pawła I

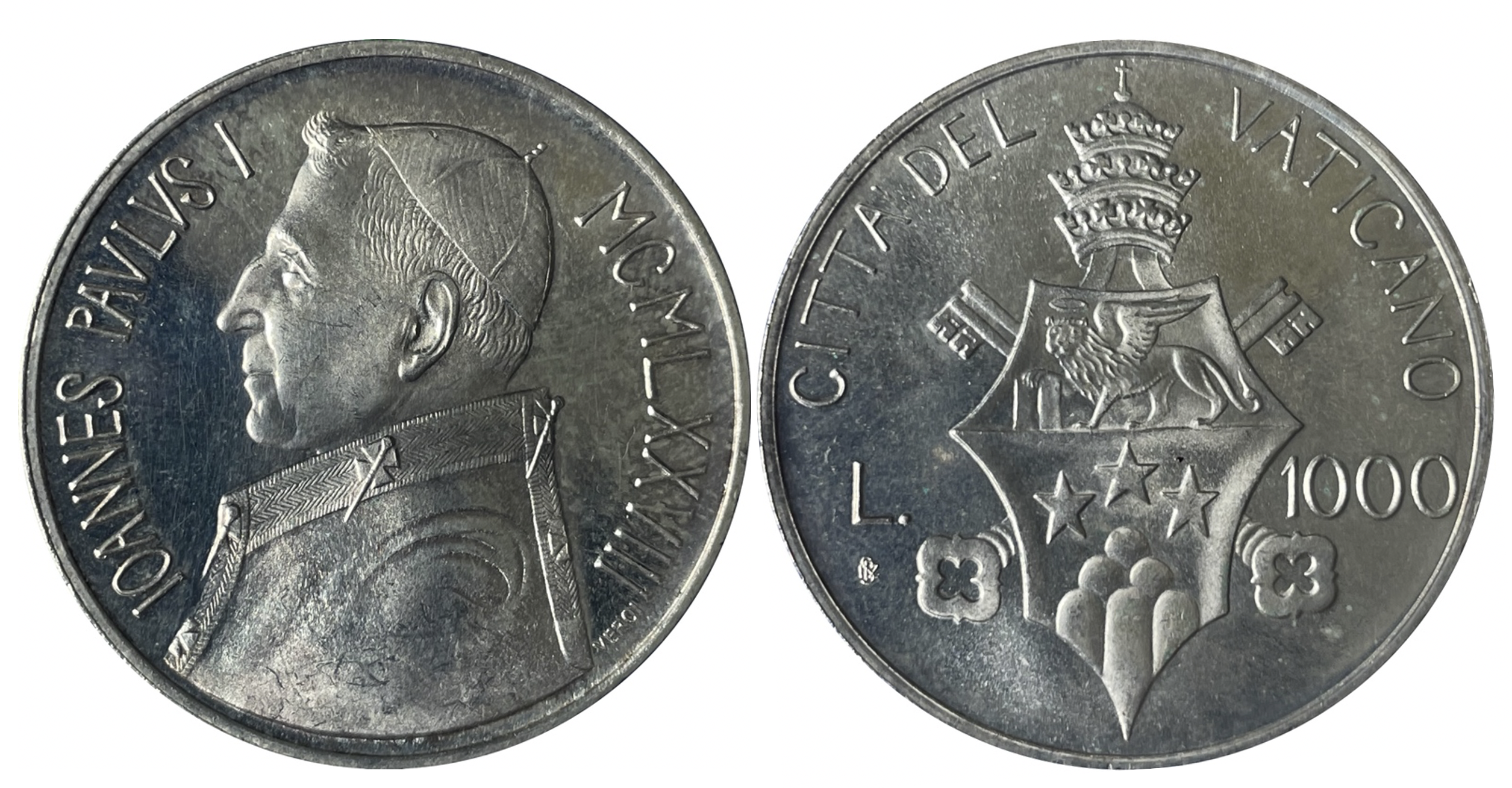
1000 lirów (1978)

26 sierpnia 2002 r. Vincenzo Savio ogłosił rozpoczęcie wstępnej fazy zbierania dokumentów i świadectw niezbędnych do rozpoczęcia procesu beatyfikacyjnego. 8 czerwca 2003 Kongregacja Spraw Kanonizacyjnych wyraziła zgodę na pracę i 17 czerwca przeniosła proces z Rzymu do diecezji Belluno-Feltre, jednocześnie ogłaszając Jana Pawła I Sługą Bożym, po deklaracji nihil obstat. 23 listopada proces diecezjalny został formalnie otwarty w bazylice katedralnej w Belluno pod kierownictwem kardynała José Saraiva Martinsa i przewodniczącym inauguracji. Faza diecezjalna procesu beatyfikacyjnego zakończyła się 10 listopada 2006 w Belluno.
Cała dokumentacja została przekazana do Kongregacji Spraw Kanonizacyjnych, która 3 stycznia dokonała jej oficjalnego otwarcia. 17 października 2012 do tejże Kongregacji miało zostać przekazane tzw. Positio, czyli zbiór dokumentów mających na celu wykazanie heroiczności cnót kandydata na ołtarze. Opóźnienie w dostarczeniu było spowodowane ponownym sprawdzeniem wszystkich dokumentów. 20 lipca 2014 kard. Tarcisio Bertone oznajmił, że proces beatyfikacyjny jest przyspieszony. Kardynał podkreślił, że Positio zostanie wydane we wrześniu 2014 roku.
27 sierpnia 2015 Giuseppe Andrich ogłosił, że Jan Paweł I zostanie „wkrótce” beatyfikowany. Podczas kazania w 37. rocznicę wyboru Lucianiego na papieża powiedział, że władze kościelne zakończyły śledztwo w sprawie heroiczności cnót. Po zakończeniu Positio (mającego łącznie 3652 strony) przysłanych zostało kilka wiadomości potwierdzających osobiste doświadczenie świętości Lucianiego, w tym odręczna kartka od Benedykta XVI. Świadectwo papieża lub byłego papieża w rozważaniu kandydata do świętości jest niezwykle istotne. Benedykt XVI najwyraźniej chciał odstąpienia od wymogu cudów.
Aby ustalić, czy zmarły papież powinien zostać uznany za Czcigodnego, czy też nie, teologowie i członkowie Kongregacji Spraw Kanonizacyjnych musieli ustalić, czy zmarły papież prowadził życie w heroiczności cnót. Spotkanie to odbyło się 1 czerwca 2017, na którym jednogłośnie oznajmili fakt, że zmarły papież w stopniu heroicznym przejawiał cnoty.
9 listopada 2017 Franciszek upoważnił Kongregację Spraw Kanonizacyjnych do wydania dekretu o heroiczności cnót Jana Pawła I i od tej chwili Janowi Pawłowi I przysługiwał tytuł Czcigodnego Sługi Bożego. 6 maja 2021 r. Kongres teologów zaakceptował cud za wstawiennictwem Jana Pawła I. 13 października 2021 papież Franciszek podpisał dekret uznający ten cud, zaś w grudniu 2021 Watykan poinformował o dacie beatyfikacji.
4 września 2022 papież Franciszek podczas uroczystej eucharystii na placu świętego Piotra, na prośbę biskupa diecezji Belluno-Feltre – Renato Marangoni, dokonał beatyfikacji Jana Pawła I, wpisując go w poczet błogosławionych Kościoła katolickiego.
Jan Paweł I jest piątym papieżem XX wieku wyniesionym na ołtarze.

### Dzień obchodów
Jego wspomnienie liturgiczne obchodzone jest 26 sierpnia (dzień jego wyboru na Stolicę Piotrową).

### Domniemany cud
Postulat opierał się również na zeznaniach Giuseppe Denora di Altamura, który twierdził, że został wyleczony z raka dzięki wstawiennictwu zmarłego papieża. Oficjalne śledztwo w sprawie domniemanego cudu rozpoczęło się 14 maja 2007. Domniemany cud przypisywany jego wstawiennictwu był badany przez komisję w Rzymie. Komisja stwierdziła, że nie był to cud, który można przypisać Lucianiemu.

### Cud
Aby Luciani został beatyfikowany, śledczy musieli poświadczyć co najmniej jeden cud przypisywany jego wstawiennictwu. Dla kanonizacji musi nastąpić drugi cud, chociaż panujący papież może całkowicie odstąpić od tych wymagań, jak to często ma miejsce w przypadku beatyfikowanych papieży. W 2016 roku doniesiono, że potencjalny cud przypisywany wstawiennictwu zmarłego papieża miał miejsce w przypadku zakonnicy w Buenos Aires w Argentynie.

## Obecność w kulturze masowej

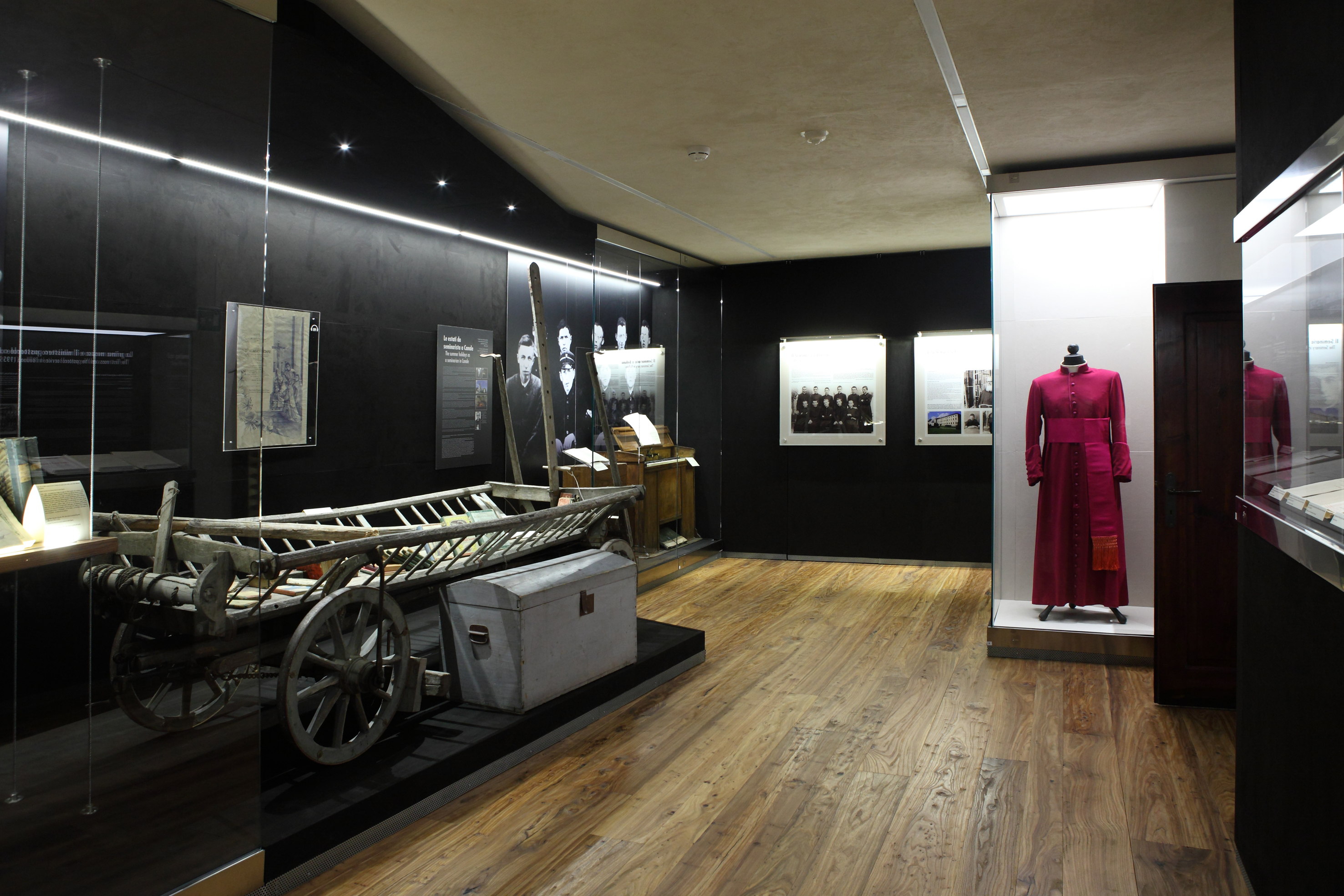
Muzeum Jana Pawła I w Canale d’Agordo

We Włoszech wspominany jest z nazwami „Il Papa del Sorriso” (Uśmiechnięty papież)  i „Il Sorriso di Dio” (Uśmiech Boga). Znany jest również jako „Papa Luciani”. Magazyn „Time” i inne publikacje określały go mianem „Papieża września”. W jego rodzinnej miejscowości znajduje się poświęcone mu muzeum.

### Filmy
- 1990: Ojciec chrzestny III – amerykański film w reżyserii Francisa Forda Coppoli. Jednym z wątków jest nieuczciwość Banku Watykańskiego i zabójstwo papieża.
- 1991: Ten papież musi umrzeć – brytyjski film komediowy, w którym dobroduszny ksiądz zostaje papieżem i zapoczątkowuje reformy w Kościele, co nie podoba się mafii i kardynałom.
- 2006: Papa Luciani – Il sorriso di Dio (Jan Paweł I – uśmiech Boga) – włoski film biograficzny, reżyserii Giorgia Capitaniego[106].

### Książki
- David Yallop: W imieniu Boga? Śledztwo w sprawie zamordowania Jana Pawła I (wyd. polskie 1993) – poświęcona życiu i domniemanemu zamordowaniu Jana Pawła I[73].
- John Boyne: A History of Loneliness – w kilku rozdziałach bohater komunikuje się z papieżem przed i po rozpoczęciu swojego pontyfikatu. Ponadto wspomniana jest śmierć papieża i wątpliwości co do jej naturalności.
- Robert Littell: W gąszczu luster: Powieść o CIA – powieść, w której Jan Paweł I zostaje zamordowany przez mordercę wynajętego przez KGB.
- Malachi Martin: Watykan: powieść – Jan Paweł I został zamordowany przez agenta na zlecenie ZSRR, ponieważ zrezygnował z polityki jego poprzedników: Jana XXIII i Pawła VI, którzy zaczęli akceptować komunizm, i ponownie określił ten ustrój jako ateistyczną, totalitarną ideologię[107].
- Graham Masterton: Kandydat z piekła – akcja powieści dzieje się w 1981. Papież umiera podczas egzorcyzmów Huntera Peala, prezydenta USA. W dalszej części powieści pojawia się informacja, że ciało papieża potajemnie przetransportowano do Watykanu, a następnie został znaleziony rano w łóżku z książką (nawiązanie do oficjalnych informacji).
- Warrior Nun Areala – wkrótce po wyborze na papieża Jan Paweł I odkrywa spisek masonów i próbuje ich usunąć z Watykanu. Kiedy masoni się o tym dowiadują, zabijają go i kontynuują cel, jakim jest zniszczenie Kościoła katolickiego.
- Stefania Falasca: Mio fratello Albino. Ricordi e memorie della sorella di Papa Luciani (Mój brat Albino. Wspomnienia siostry Papieża Lucianiego)[108]
- Stefania Falasca: Papa Luciani. Cronaca di una morte (Papież Luciani. Kronika śmierci)[108]

### Teatr
- Hey! Luciani: The Life and Codex of John Paul I – sztuka napisana przez wokalistę The Fall Mark E. Smitha.
  - Hey! Luciani – piosenka zespołu The Fall, napisana jako część sztuki.
- Śmierć papieża Jana Pawła I – sztuka australijskiego komika Shauna Micallefa.
- Ostatnia spowiedź – sztuka Rogera Crane’a.